# Busto di Antonio Cepparelli
Il busto di Antonio Cepparelli è un'opera scultorea realizzata da Gian Lorenzo Bernini, conservata al Museo di San Giovanni de' Fiorentini a Roma. Antonio Cepparelli era un facoltoso fiorentino; viveva a Roma e decise di donare gran parte dei suoi beni all'Ospedale di San Giovanni dei Fiorentini: per tale ragione, quindi, gli fu dedicato un busto, per il quale si decise di interpellare il Bernini.
Analizzando l'opera, sembra che l'artista sia stato ispirato da un busto di Clemente VIII presente nella Cappella Aldobrandini della Basilica di Santa Maria sopra Minerva, realizzato da Ippolito Buzio, agli inizi del XVII secolo. Entrambi i busti presentano una giacca di pelle aderente e un cappello a tracolla, posto sopra la spalla sinistra. Inoltre, in ambedue i casi lo sguardo è rivolto verso il basso e le guance sono poco affossate.